# Max de Crinis
Max de Crinis, född 29 maj 1889 i Ehrenhausen, död 2 maj 1945 i Stahnsdorf, var en tysk psykiater och SS-Standartenführer. Han var från 1938 till 1945 direktor för psykiatri vid Charité i Berlin. De Crinis tog aktiv del i Nazitysklands eutanasiprogram Aktion T4. Han befordrades till Standartenführer 1943.

## Biografi
Max de Crinis studerade medicin i Graz och Innsbruck och promoverades 1912. Under första världskriget var han assisterande läkare vid landstormen och sakkunnig i psykiatri vid militärdomstolen i Graz.
de Crinis och hans hustru Lili Anna (född Szikora) begick gemensamt självmord för att inte tillfångatas av Röda armén.